# 謙郡王
多羅謙郡王，清朝世袭郡王。順治十四年（1657年），努爾哈赤孫，代善四子瓦克達被封為郡王，封號謙，未得世袭罔替，每次襲封需遞降一級，康熙三十七年（1698年）因留雍有過失而停襲，但又於乾隆四十三年（1778年）以瓦克達有功，命留雍曾孫洞福由鎮國將軍起復世襲，一共传了十代九位。

## 謙郡王
- 1646年—1652年：謙襄郡王瓦克達 努爾哈赤孫，代善四子，初封三等鎮國將軍，1647年進奉恩鎮國公，1648年進郡王，諡號襄
- 1667年—1686年：已革奉恩鎮國公噶爾賽 瓦克達三子，降爵為奉恩鎮國公，1669年降奉國將軍品級，1682年復奉恩鎮國公，1686年革爵
- 1686年—1698年：已革奉恩鎮國公留雍 瓦克達二子，1698年革爵停襲
- 1778年—1792年：一等鎮國將軍洞福 留雍曾孫，台渾孫，忠端子，1778年復襲鎮國將軍
- 1792年—1826年：鎮國將軍德文 洞福二子
- 1826年—1836年：一等鎮國將軍蘇藩 德文一子
- 1836年—1867年：鎮國將軍承瑞 德文孫，蘇芳五子，蘇藩嗣子
- 1868年—1898年：鎮國將軍岳康 承澤子，承瑞嗣子
- 1898年—？：鎮國將軍恩厚 德文玄孫，蘇芳曾孫，成藩孫，斌昌二子，岳康嗣子

### 留雍支系
- 1653年—1686年：奉國將軍品級留雍 瓦克達二子，初封三等奉國將軍，1667年進鎮國將軍，1669年降奉國將軍品級，1686年襲奉恩鎮國公

### 噶爾賽支系
- 1653年—1667年：三等奉國將軍噶爾賽 瓦克達三子，1667年襲奉恩鎮國公

### 台渾支系
- 1694年—1720年：已革三等輔國將軍台渾 留雍三子，1720年革退

### 海清支系
- 1682年—1686年：已革奉恩輔國公海清 噶爾賽一子，1686年革退

### 德文支系
- 1790年—1792年：二等奉國將軍德文 洞福二子，1792年襲鎮國將軍

### 德恭泰支系
- 1795年—1820年：二等奉國將軍德恭泰 洞福三子
- 1721年—1843年：奉恩將軍達英 德恭泰二子，無嗣

### 蘇藩支系
- 1812年—1826年：一等奉國將軍蘇藩 德文一子，1826年襲一等鎮國將軍

### 蘇敏支系
- 1816年—1823年：三等輔國將軍蘇敏 德文二子，無嗣

### 蘇芳支系
- 1821年—1851年：三等輔國將軍蘇芳 德文三子
- 1824年—1859年：三等奉國將軍成藩 蘇芳一子
- 1859年—1884年：奉恩將軍斌昌 成藩二子
- 1884年—？：奉恩將軍恩榮 斌昌一子

### 蘇哲支系
- 1829年—1862年：已革三等輔國將軍蘇哲 德文四子，1862年革退